# Tomasz Urasiński
Tomasz Franciszek Urasiński (ur. 1956) – polski pediatria, prof. dr hab. nauk medycznych, kierownik Kliniki Pediatrii i Hemato-Onkologii Dziecięcej Wydziału Lekarskiego z Oddziałem Nauczania w Języku Angielskim Pomorskiego Uniwersytetu Medycznego w Szczecinie.

## Życiorys
W 1990 obronił pracę doktorską Wznowy z zajęciem ośrodkowego układu nerwowego jako przyczyna niepowodzeń w leczeniu ostrej białaczki limfoblastycznej u dzieci. 28 kwietnia 2003 habilitował się na podstawie dorobku naukowego i pracy zatytułowanej Ocena wybranych mechanizmów komórkowych odpowiedzi na wstępne leczenie glikokortykoidami w ostrej białaczce limfoblastycznej u dzieci z zastosowaniem laserowej cytometrii skaningowej i cytometrii przepływowej. 18 października 2012 nadano mu tytuł profesora w zakresie nauk medycznych.
Objął funkcję profesora zwyczajnego, a także kierownika w Klinice Pediatrii, Hematologii i Onkologii Dziecięcej na Wydziale Lekarskim z Oddziałem Nauczania w Języku Angielskim Pomorskiego Uniwersytetu Medycznego w Szczecinie.
Był prodziekanem Wydziału Lekarskiego z Oddziałem Nauczania w Języku Angielskim Pomorskiego Uniwersytetu Medycznego w Szczecinie, członkiem Zarządu Polskiego Towarzystwa Onkologii i Hematologii Dziecięcej, oraz profesorem w Klinice Pediatrii i Hemato-Onkologii Dziecięcej na Wydziale Lekarskim Pomorskiej Akademii Medycznej w Szczecinie.

## Publikacje
- 2006: Efekty leczenia immusupresyjnego ciężkiej postaci anemii aplastycznej u dzieci. Raport Polskiej Pediatrycznej Grupy ds. Leczenia Białaczek i Chłoniaków[2]
- 2008: Genetycznie uwarunkowany niedobór S-metylotransferazy tiopuryny (TPMT) przyczyną nietolerancji 6-merkaptopuryny u dziecka z ostrą białaczką limfoblastyczną[2]
- 2008: Wyniki leczenia ciężkiej postaci anemii aplastycznej u dzieci. Raport Polskiej Pediatrycznej Grupy do Spraw Niedowotworowych Chorób Układu Krwiotwórczego[2]
- 2009: Good early treatment response in childhood acute lymphoblastic leukemia is associated with Bax nuclear accumulation and PARP cleavage[2]
- 2015: PARP-1 expression in CD34+ leukemic cells in response to initial therapy in children with acute lymphoblastic leukemia: relation to other prognostic factor[2]